# Per un dollaro di gloria
Per un dollaro di gloria è un film del 1966 diretto da Fernando Cerchio. 
Il film, di genere western, tratta l'ammutinamento di un forte sudista durante un assedio indiano, al cui interno una pattuglia del corpo di spedizione francese in Messico trova protezione accettandone gli ordini.

## Trama
Nel finire della guerra di secessione americana, i familiari dei soldati di un forte sudista si preparano a partire per una vicina città, a causa dell'aumento dei guerrieri indiani navajo nell'area. La protezione al convoglio è scarna e i mariti non possono prendervi parte su ordine del colonnello Lennox, che si prepara all'assedio.
Pochi giorni dopo, alcuni soldati di una pattuglia dell'esercito francese del Messico occupato,  che hanno sconfinato nei territori nordamericani, scoprono i cadaveri di un gruppo di civili, compresi soldati sudisti e due prigionieri francesi. Attaccati dagli indiani, sono costretti ad allontanarsi sempre più dal confine dove eseguivano operazioni di pattugliamento. Bisognosi di viveri, il capitano Claremont guida la pattuglia in un villaggio, scoprendo che è stato da poco attaccato dagli indiani. In un saloon trovano due donne, un'indiana apache di nome Kiola e Brenda, un'americana padrona dal locale, ferita durante lo scontro. Le due donne si uniscono ai soldati e Kiola li porta al forte Sharp, dove i francesi decidono di consegnarsi come prigionieri in cambio di ospitalità.
La condizioni del colonnello Lennox sono quelle di sottostare ai suoi ordini fino al cessato assedio degli indiani di Wichita. Claremont acconsente e in un colloquio privato gli comunica il massacro del convoglio dei civili, venendo obbligato dal colonnello a non diffondere la notizia. Gli chiede spiegazioni anche del perché il comando centrale aveva ordinato l'abbandono delle strutture e della sua mancata evacuazione, non ottenendo però una risposta convincente. Nei giorni seguenti Brenda si riprende e si mette a disposizione del tenente Foster, medico del forte che l'ha curata e suo conoscente, con cui cerca di dimenticare passate divergenze.
Mentre gli uomini sono mantenuti in addestramento a causa dei continui attacchi, un soldato sudista rovista tra gli oggetti dei soldati francesi, recuperando una bambola e chiamando a raccolta i compagni. Claremont comunica al gruppo il massacro delle loro famiglie e questi si precipitano su Kiola, uccidendola nonostante fosse estranea al fatto e appartenesse a una diversa tribù. I soldati che avevano perso la famiglia decidono di chiedere il permesso di seppellire i loro morti, scontrandosi però con il colonnello Lennox che uccide il sergente Ross e nega l'autorizzazione.
L'autorità del colonnello viene nuovamente messa in discussione il giorno seguente, quando Foster rientra al forte dopo aver seppellito i morti e Lennox ordina la sua esecuzione. I sudisti si ribellano e approvano il passaggio del comando al capitano Claremont, che decide di lasciare il forte, dopo aver ascoltato gli stratagemmi usati dagli indiani per suggerire la presenza di un alto numero di guerrieri. Lennox impazzisce, ma alla fine decide di seguire la carovana, alla condizione di esserne il primo. Durante il tragitto crede di vedere gli indiani e ordina l'attacco, morendo però in un dirupo e credendo di aver salvato il forte.
Il gruppo prosegue fino al confine con il Messico, dove i francesi prendono congedo e Brenda decide di restare accanto a Foster, riappacificandosi.